# João Adeodato
João Nogueira Adeodato (Sobral, 17 de outubro de 1902 — 18 de maio de 1974) foi um político brasileiro. Exerceu o mandato de deputado federal constituinte pelo Ceará em 1946.